# 午时花
午時花是錦葵科午時花屬植物，也叫金錢花、夜落金錢、子午花，原产南亚、东南亚以及澳大利亚北部。